# Acmaeodera variegata
Acmaeodera variegata är en skalbaggsart som beskrevs av Leconte 1852. Acmaeodera variegata ingår i släktet Acmaeodera och familjen praktbaggar. Inga underarter finns listade i Catalogue of Life.